# AB Aviation
AB Aviation è stata una compagnia aerea privata. Per un poco di tempo si è fregiata di essere la maggiore aerolinea dell'arcipelago e il vettore ufficiale della nazionale di calcio. Gli inizi della società furono modesti, nel 2010, con un unico piccolo bimotore Rockwell Aero Commander. Comunque, già il 7 aprile dell'anno seguente, iniziavano i collegamenti di linea con un più appropriato Embraer EMB-120 "Brasilia". La risposta del mercato fu promettente e ben presto un primo Boeing 737 si aggiunse alla flotta, velivolo che consentiva agiatamente collegamenti anche a medio raggio. Per le attività minori furono poi impiegati i Cessna 208 Caravan mentre agli EMB-120 si affiancavano i bigetti ERJ 145.
A seguito dell'incidente del volo 1103, il governo sospese la licenza operativa e la società cessò di volare il 19 marzo 2022.

## Destinazioni
Prima della sospensione delle operazioni, AB Aviation collegava Comore, Mayotte e Tanzania.

## Flotta
Al momento della sospensione delle operazioni, la compagnia aerea operava con alcuni Embraer EMB 120 ed Embraer ERJ 145.

## Incidenti
- 26 febbraio 2022: il volo AB Aviation 1103, operato da un Cessna 208D Caravan, è scomparso in mare poco dopo il decollo da Mohéli, nelle Comore. Tutti i 14 a bordo hanno perso la vita; parte del relitto non è mai stata ritrovata.[6]